# Aldearrodrigo
Aldearrodrigo es un municipio y localidad española de la provincia de Salamanca, en la comunidad autónoma de Castilla y León. Se integra dentro de la comarca de la Tierra de Ledesma. Pertenece al partido judicial de Salamanca y a la Mancomunidad Comarca de Ledesma.
Su término municipal está formado por un solo núcleo de población, ocupa una superficie total de 8,41 km² y según los datos demográficos recogidos en el padrón municipal elaborado por el INE en el año 2017, cuenta con una población de 148 habitantes.

## Toponimia

Iglesia de San Miguel Arcángel.

El topónimo Aldearrodrigo parece estar íntimamente relacionado con los procesos de repoblación emprendidos por la monarquía leonesa en la zona en la Alta Edad Media, que en el caso de Aldearrodrigo podría haber estado encabezada por alguien llamado Rodrigo o apellidado Rodríguez. En este sentido, el primer documento en que se recoge la localidad es nombrada como Aldeam de domno Rodríguez, siendo un documento de donación del rey Alfonso VII de León fechado el 3 de enero de 1136. Asimismo, posteriormente, el 3 de febrero de 1185, la localidad es nuevamente mencionada en la concordia firmada entre los obispos de Salamanca y Zamora, en la cual se recoge con el topónimo de Aldea de don Rodrigo, del que derivaría el Aldea Rodrigo con el que se documenta ya en el siglo XIII, y el Aldearrodrigo actual.

## Geografía
La Rivera de Cañedo y el valle que forma este curso de agua determina el paisaje de Aldearrodrigo, separando los campos cerealistas del sur de los montes adehesados del norte. Aunque su caudal es pequeño en la actualidad, la amplitud del valle sugiere que pudo ser un río de mayor tamaño. El nombre de Rivera de Cañedo hace referencia a la abundancia de cañaverales, espadañas y carrizos que son además, excelentes refugios para numerosas aves en especial las polluelas y el rascón.

## Historia
La reconquista de Aldearrodrigo fue realizada por los reyes de León una vez que fueron reconquistados Ledesma, Juzbado, Guadramiro o Salamanca por Ramiro II de León en el siglo X. Denominándose en la documentación medieval "Aldeam de domno Rodríguez", "Aldea de don Rodrigo" o "Aldea Rodrigo", de ello se deduce que su repoblación podría haber estado dirigida por un Rodrigo o Rodríguez. En el año 1136 la localidad fue otorgada al obispado de Salamanca por el rey Alfonso VII de León, si bien posteriormente se abrió un periodo de disputa de la localidad entre los obispados de Salamanca y Zamora, que fue resuelto en 1185 mediante la concordia firmada entre ambas diócesis, por la cual Aldearrodrigo quedaba definitivamente adscrito a la diócesis salmantina. Con la creación de las actuales provincias en 1833, Aldearrodrigo quedó encuadrado en la provincia de Salamanca, dentro de la Región Leonesa.

## Geografía humana

### Demografía
Cuenta con una población de 150 habitantes (INE 2024).
| Gráfica de evolución demográfica de Aldearrodrigo entre 1842 y 2021                                                   |
| |
| Población de derecho según los censos de población del INE. Población de hecho según los censos de población del INE. |

### Transportes
Hasta la capital municipal discurre la carretera SA-CV-143, que nace del entronque con la DSA-510 en Torresmenudas y que a través de esta permite comunicar con los vecinos municipios de Forfoleda y Calzada de Valdunciel, donde existe una salida de la autovía Ruta de la Plata que une Gijón con Sevilla y permite dirigirse tanto a Zamora y el norte peninsular como a la capital provincial y el sur del país. La mencionada carretera DSA-510 permite también el enlace con la N-630, de igual recorrido que la autovía, al desembocar en ella.
No existen comunicaciones de autobús regulares ni servicios ferroviarios y el aeropuerto más cercano es el Aeropuerto de Salamanca, a 50km de distancia.

## Monumentos y lugares de interés
- La Iglesia parroquial de San Miguel Arcángel ha sido transformada casi en su totalidad en época renacentista, aunque su origen se remonta al románico del siglo XII.

## Administración y política
| Partido político                              | 2019  | 2019  | 2019       | 2015  | 2015  | 2015       | 2011  | 2011  | 2011       | 2007  | 2007  | 2007       | 2003  | 2003  | 2003       |
| Partido político                              | %     | Votos | Concejales | %     | Votos | Concejales | %     | Votos | Concejales | %     | Votos | Concejales | %     | Votos | Concejales |
| Partido Popular (PP)                          | 71,30 | 77    | 5          | 67,83 | 78    | 4          | 63,03 | 75    | 4          | 62,40 | 78    | 5          | 64,89 | 85    | 5          |
| Partido Socialista Obrero Español (PSOE)      | 8,33  | 9     | 0          | 13,04 | 15    | 1          | 23,53 | 28    | 1          | 4,80  | 6     | 0          | 12,21 | 16    | 0          |
| Coalición SI por Salamanca (SI)               | —     | —     | —          | —     | —     | —          | 0,84  | 1     | 0          | —     | —     | —          | —     | —     | —          |
| Unión del Pueblo Salmantino (UPSa)            | —     | —     | —          | —     | —     | —          | —     | —     | —          | 2,4   | 3     | 0          | 0,76  | 1     | 0          |
| Unidad Regionalista de Castilla y León (URCL) | —     | —     | —          | —     | —     | —          | —     | —     | —          | —     | —     | —          | 1,53  | 2     | 0          |